# شركة أسمنت نجران
تأسست شركة أسمنت نجران عام 2005م، كشركة سعودية مساهمة مقفلة برأس مال وقدره ألف ومائة وخمسون مليون ريالاً، حيث حصلت على أول رخصة تعدينية حسب النظام التعديني الجديد الذي أقر في عهد الملك عبد الله بن عبد العزيز لإنشاء مشروع لصناعة الأسمنت بالمنطقة. ويشمل المشروع المصنع الرئيس الذي يقع في المندفن التابع لمركز سلطانة_240كم شمال شرق مدينة نجران وكذلك وحدة منفصلة لطحن الأسمنت تقع في مركز عاكفة على بعد 70كم من مدينة نجران على الطريق المؤدي إلى منطقة عسير.
وقد جاءت فكرة التأسيس بعد القيام بعدة دراسات واستطلاعات للتأكد من تواجد المواد الخام الملائمة لصناعة الأسمنت، وبناءً على النتائج الإيجابية التي تم الحصول عليها من نتائج التحليل والتوصيف للمواد الخام والاستعانة بالمعلومات المتوفرة من قبل وكالة الوزارة للثروة المعدنية تم تحديد الموقع في المندفن حيث يحتوي على معظم المواد الخام الضرورية في صناعة الأسمنت كالحجر الجيري والطين والحجر الرملي والجبس.
وبدأت عملية تنفيذ المشروع فوراً بتوقيع العقد بتاريخ 20/7/2005م مع إحدى أكبر شركات المقاولات السعودية (نسما) لتنفيذ الخط الأول وبطاقة (6000) طن من الكلنكر يومياً أي ما يعادل مليوني طن من الأسمنت سنوياً ومحطة للطاقة الكهربائية بطاقة 56 ميجاوات وأحياء سكنية مجهزة بكافة الخدمات كالمدارس والعيادة الطبية وصالات الطعام والترفيه والمساجد.
وبعد إجراء المزيد من دراسات السوق والجدوى الاقتصادية ولتعزيز القدرة التسويقية للشركة تقرر توقيع عقد التوسعة لإنشاء خط الإنتاج الثاني بطاقة (3000) طن من الكلنكر يومياً، أي ما يعادل مليون طن من الأسمنت سنوياً في نفس موقع الخط الأول، إضافة إلى وحدة منفصلة لطحن الأسمنت بطاقة إنتاجية تصل إلى (7000) طن من الكلنكر يومياً أي أكثر من مليوني طن من الأسمنت سنوياً. وقد تم تشغيل المصنع تجارياً مطلع عام 2008م، بينما تم تدشين وحدة الطواحين في شهر أبريل من عام 2009م، وقد بلغت التكلفة الإجمالية للمشروع أكثر من 1.500 مليون ريال.
وتعتبر الشركة أكبر مستثمر للقطاع الخاص في منطقة نجران وتطمح للوصول إلى أفضل مستويات الأداء والإنتاج عن طريق استخدام النظم الحديثة إدارياً وتقنياً.
وقد قامت الشركة بتنفيذ توسعة ضخمة لخط الإنتاج بطاقة 7000 طن يومياً، أي أكثر من مليوني طن من الأسمنت سنويا، ليصبح الإنتاج الإجمالي بعد التوسعة الجديدة أكثر من 5 ملايين طن من الأسمنت سنويا.

## وصلات خارجية
- أسمنت نجران على موقع مباشر
- أسمنت نجران على موقع أرقام